# Molska masa
Molska masa (M) je masa enega mola snovi. Enota molske mase je gram na mol ([g/mol]).

## Definicija
Molska masa elementa ali spojine je količnik med maso snovi (m) in množino snovi (n). En mol je količina čiste snovi, ki sestoji iz natanko toliko delcev (atomov, ionov ali molekul), kot jih je v 12 gramih ogljikovega izotopa 12C - to znaša okoli 6,022·1023 delcev in je enako vrednosti Avogadrovega števila (NA). V enačbi predstavlja mM molekulsko maso:
{\displaystyle M={m \over n}=N_{A}\cdot m_{M}}
Številčna vrednost molske mase elementa ali spojine je enaka relativni atomski masi oz. relativni molekulski masi.

## Primer
- natrijev klorid NaCl: rel. molekulska masa Mr = 58,44, molska masa, M =58,44 g/mol

### Nekaj molskih mas elementov in spojin
Baker - 63,5 g/mol
Kisik - 32,0 g/mol
Voda - 18,0 g/mol

Natrijev klorid - 58,5 g/mol